# اوک بلوفز (ماساچوست)
اوک بلوفز، ماساچوست
اوک بلوفز(به انگلیسی: Oak Bluffs) شهرکی در شهرستان دوکز ایالت ماساچوست می‌باشد که در سال ۱۸۸۰ بنیان‌گذاری شده‌است. این شهرک در سرشماری سال ۲۰۱۰ میلادی، ۴٬۵۲۷ نفر جمعیت داشته‌است.

## نگارخانه

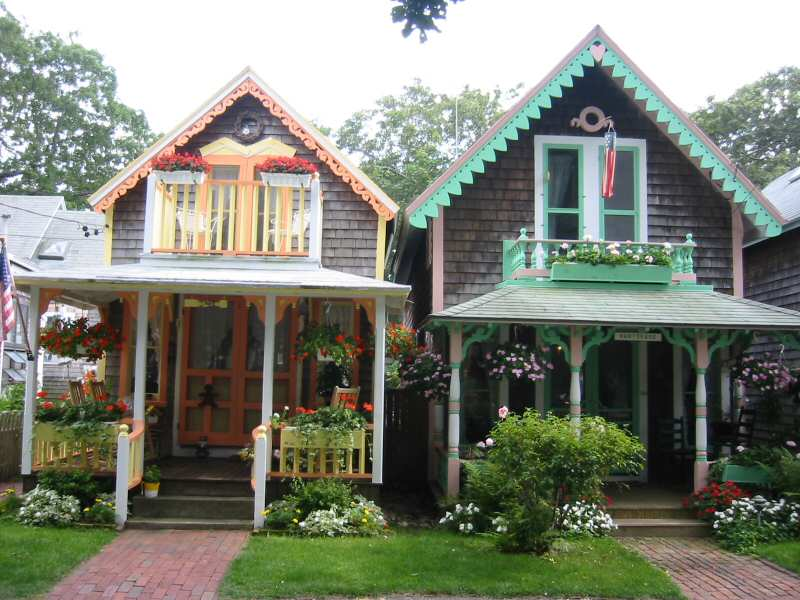
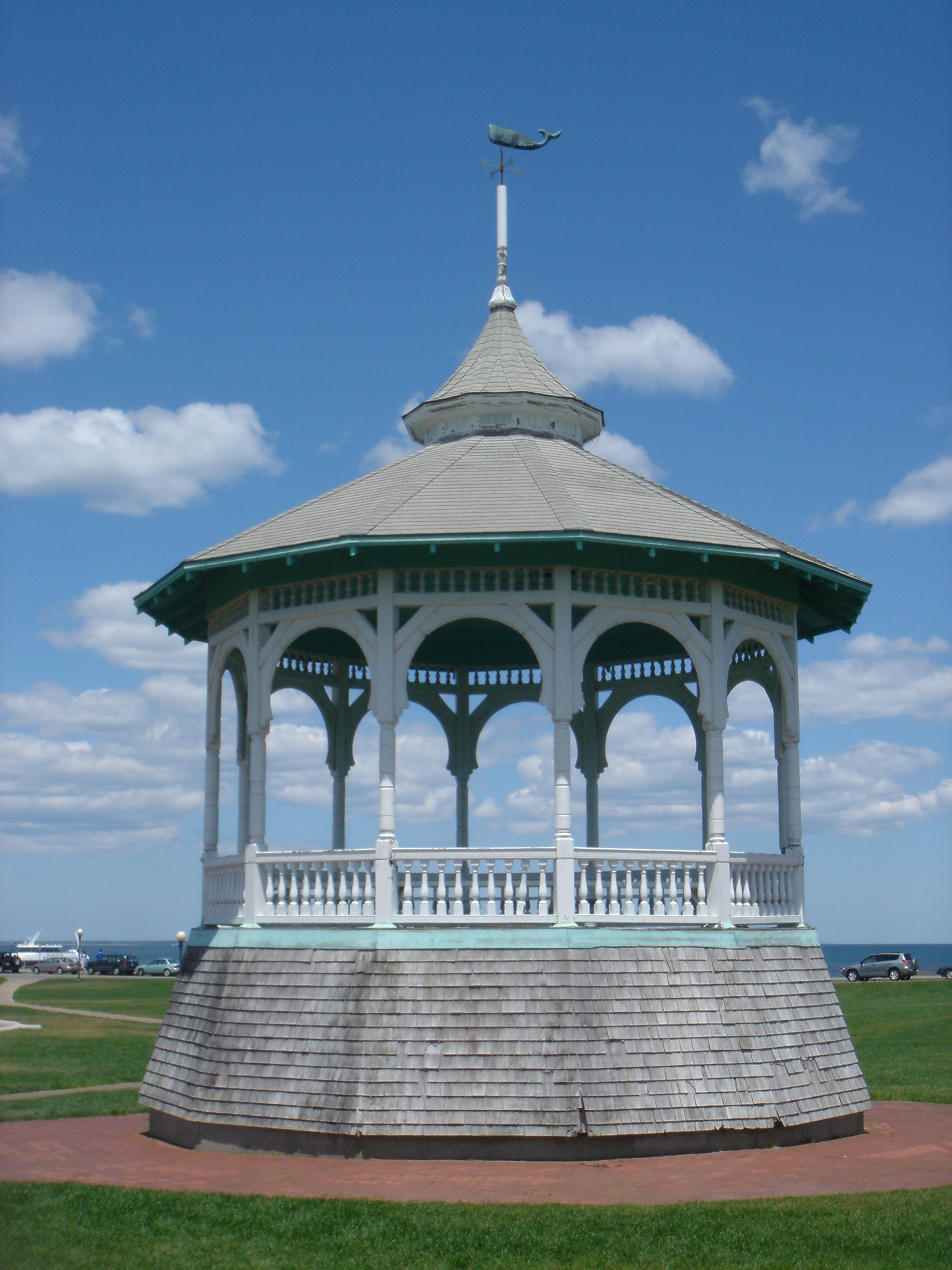